# 86P/Вильда
Комета Вильда 3 (86P/Wild) — короткопериодическая комета из семейства Юпитера, которая была обнаружена швейцарским астрономом Паулем Вильдом на фотопластинке, полученной 11 апреля 1980 года с помощью 0,4-м телескопа Шмидта обсерватории Циммервальда Астрономического института университета Берна (Швейцария). Он описал её как диффузный объект с сильной концентрацией 15,5 m видимой звёздной величины. На момент обнаружения кометы прошёл уже почти месяц с тех пор как были сделаны фотографии, поэтому шансы вновь обнаружить комету были не высоки. Тем не менее, 7 мая 1980 она всё же была найдена. Как выяснилось, со времени апрельских наблюдений, комета практически не уменьшила яркость, что и способствовало её обнаружению. Комета обладает довольно коротким периодом обращения вокруг Солнца — чуть более 14,90 года.

Орбита кометы Вильда и её положение в Солнечной системе

## История наблюдений
Уже 9 мая 1980 года британский астроном Брайан Марсден опубликовал первые расчёты орбиты кометы, согласно которым 6 октября комета должна была пройти точку перигелия в 2,296 а. е. от Солнца, а её период обращения должен равняться 6,9 года. Дальнейшие наблюдения позволили внести уточнения в расчётную орбиту, но вычисления Марсдена были очень близки из-за почти месячной дуги наблюдения.
Марсден также отметил, что незадолго до своего открытия в августе 1976 года комета испытала тесное сближение с Юпитером до 0,13 а. е. (19,5 млн км), что и привело к её переходу на нынешнюю орбиты. До этого расстояние перигелия составляло 4,2 а. е., а период обращения 10,3 года.
На момент своего открытия комета двигалась к Солнцу и удалялась от Земли, поэтому первые несколько месяцев наблюдений её яркость мало менялась. Последний раз её наблюдали 16 августа с магнитудой 16 m. 
Японский астроном Сюити Накано рассчитал, что следующий перигелий комета должна пройти 31 августа 1987 года, а уже 29 января 1987 её обнаружили Том Герельс и Джеймс Скотти помощью 0,91-метрового телескопа в рамках программы Spacewatch. Её яркость на тот момент составляла 19,5 m, а диффузная кома 14 " угловых секунд дуги. Местонахождение кометы показало, что прогноз Накано требовал коррекции всего на +0,79 дня. Комету наблюдали до 11 сентября 1988 года, когда яркость ядерной конденсации упала до 21 m.
В следующий раз комета должна была пройти перигелий 21 июля 1994 года. Герельс и Скотти восстановили её 10 февраля 1994 года. Общая магнитуда колебалась между 20,7 m и 21,2 m, а яркость самого ядра 22,3 m, размер комы был 12 " угловых секунд дуги, а хвост простирался на 0,29 ' угловых минут дуги. Комету наблюдали до 30 декабря 1997 года.